# 陳觀 (明朝)
陳觀，明朝初期政治人物。
其早年以訓導覲見，后升任陝西參政。后製制作《鐘山賦》，獲賜金幣。在陝西任官期間為人廉潔，去世時，妻與孩子幾乎無以生存。